# Ozero Ilovo (sjö i Belarus, Vitsebsks voblast, lat 55,75, long 28,92)
Ozero Ilovo (ryska: Озеро Илово) är en sjö i Belarus.   Den ligger i voblasten Vitsebsks voblast, i den norra delen av landet, 220 km norr om huvudstaden Minsk. Ozero Ilovo ligger 143 meter över havet.
I omgivningarna runt Ozero Ilovo växer i huvudsak blandskog. Runt Ozero Ilovo är det ganska glesbefolkat, med 26 invånare per kvadratkilometer.